# Satyrus serva
Satyrus serva är en fjärilsart som beskrevs av Hans Fruhstorfer 1909. Satyrus serva ingår i släktet Satyrus och familjen praktfjärilar. Inga underarter finns listade.